# Centroplán

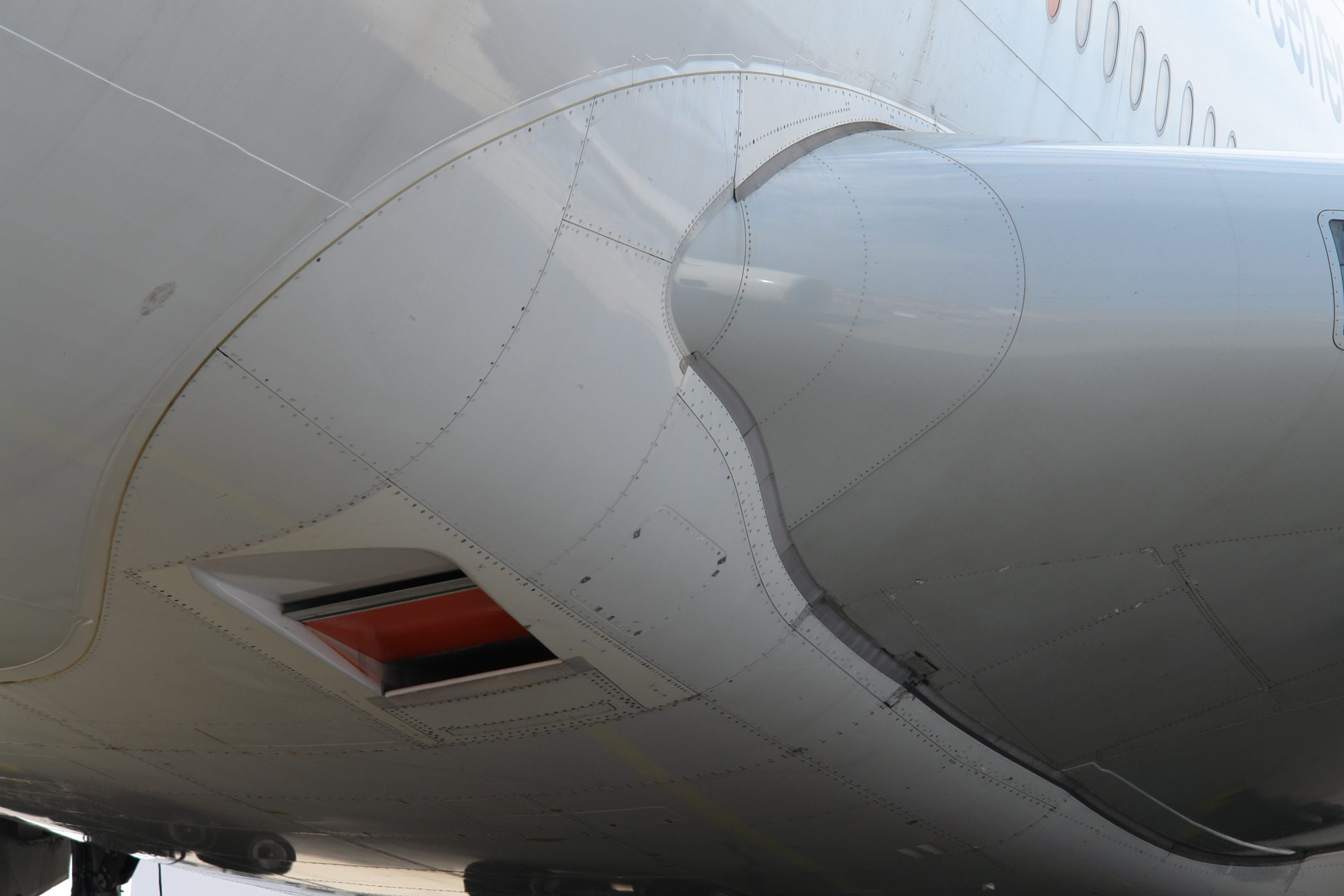
Centroplán u letounu Airbus A380

Centroplán je konstrukční prvek letadla. Jedná se o středovou část křídla, spojující vnější části křídla s trupem letadla.
Centroplán může být samostatným dílem připevněným k trupu (většinou u velkých dopravních a transportních letadel) nebo s ním tvořit celek (centroplán jako nedílná část bývá u konstrukcí celokompozitových trupů některých ultralehkých letadel).